# Nächtliche Spaziergänge
Nächtliche Spaziergänge (auch Plimbări Nocturne, Nocturnal Walks) ist der Titel einer Orchesterkomposition von Franz Koglmann aus dem Jahr 2007. Das Stück trägt den Untertitel „Gedankendämmerung nach Motiven von Joseph Haydn, mit der Originalstimme von E. M. Cioran“. Es ist eingerichtet für Flöte, Oboe, Englischhorn, Klarinette, Fagott, Kontrafagott, zwei Trompeten, Flügelhorn, Posaune, Tuba, zwei Geigen, Bratsche, Cello, Akkordeon, Trommeln, und Vibraphon, plus der Stimme von Cioran.
Koglmann „erhielt einen Kompositionsauftrag für die Europäische Hauptstadt der Kultur 2007, Sibiu/Hermannstadt.“ Dort wurde das Stück am 18. Mai 2007 mit dem Ensemble exxj ... ensemble xx. jahrhundert unter der Leitung von Peter Burwik sowie mit dem Komponisten als Solisten an Trompete bzw. Flügelhorn uraufgeführt; eine „Voraufführung“ fand am 16. Mai 2007 in Schloss Schönbrunn statt.
Koglmann hat in seiner Komposition alle Themen aus Haydns 27. Sinfonie in G-Dur („Hermannstädter Symphonie“) verwendet, teilweise in Originalgestalt, teilweise aber auch variiert und in anderen Harmonien und Rhythmen. Das Stück weist harte Montageschnitte auf, was nach einem Interview des Komponisten „auch den Sinn hat, die Ambivalenzen von Cioran zum Ausdruck zu bringen, der einerseits ein totaler Skeptiker, andererseits aber ein recht lebensfroher und keineswegs trübsinniger Mensch war“. Die zugespielte Stimme Ciorans stammt aus Rundfunkinterviews; Cioran verbrachte in Sibiu seine Jugend und wanderte dort angeblich oft schlaflos durch die Nacht.
Für seine Komposition wurde Koglmann 2008 mit dem Ernst-Krenek-Preis ausgezeichnet.
Die Komposition hat acht Sätze:
1. Cioran: „Jemand hat über mich neulich geschrieben ... Sie ist wie eine Arznei.“
2. Motive von Haydn
3. Cioran: „Wir hatten eine Garten ... der Schlaf ist die Illusion oder die Wurzel der Illusion.“
4. Cioran: „Die Langeweile ist ein so tiefes Gefühl ... weil man lebendig ist.“
5. Weitere Haydn-Motive
6. Cioran: „Ich habe immer wieder das Christentum angegriffen, ... Es muss doch, wie die Franzosi sagen, »élaboré« sein, d. h. durchgedacht.“
7. Haydn. Cioran: „Ich konnte nicht schlafen. ... und das Schicksal des Menschen.“
8. Cioran: „Man muss eingebildet sein ... oder für immer.“

Koglmanns Komposition wurde gemeinsam mit der originalen Symphonie Haydns (in einer Aufnahme des Haydn-Orchesters von Bozen und Trient unter Gustav Kuhn) bei col legno auf CD veröffentlicht.